# Margaret Brooke
Pour les articles homonymes, voir Brooke.
Titre
Reine consort du Sarawak
28 octobre 1869 – 17 mai 1917
(47 ans, 6 mois et 19 jours)
Margaret Brooke (Lady Brooke), est une reine consort du royaume de Sarawak (nom de naissance Margaret Alice Lili de Windt) née le 9 octobre 1849 à Paris , épouse du 2e Rajah blanc du Sarawak, Charles Anthony Johnson Brooke. Elle devient légendaire de son vivant, d'une part car elle  est caractérisée comme étant une femme forte et intelligente, d'autre part du fait de son double statut de monarque asiatique et de sujet britannique. En 1872, elle  compose le 1er hymne  national du Sarawak .
Au début des années 1880, le couple décide de se séparer. Elle s’installe à Londres avec ses enfants et mène une vie mondaine. Elle  rencontre des  écrivains célèbres, comme Oscar Wilde, qui lui dédie un de ses contes, et Henry James 
Elle publie ses mémoires, My Life in Sarawak, en 1913, lesquels donnent un aperçu de la vie à  L'Astana (en) (le palais résidentiel du rajah) à Kuching et à Bornéo, et deux autres ouvrages en 1923 et 1934. Elle meurt à Londres le 1er décembre 1936.

## Biographie

### Enfance
Margaret Alice Lili de Windt est née le 9 octobre 1849 à Paris[réf. nécessaire]. Elle est la fille du capitaine Joseph Clayton Jennyns de Windt et d'Elizabeth Sarah Johnson. Ses parents sont originaires de Blunsdon House dans le comté de Wiltshire,Angleterre. Son frère cadet, Harry de Windt, est un explorateur et écrivain connu.

### Mariage royal
En 1868, James Brooke, le 1er Rajah blanc du Sarawak meurt célibataire et sans descendance. C’est donc  son neveu, Charles Anthony Johnson Brooke qui lui succède. Mais celui-ci étant divorcé, un remariage est organisé pour préparer  la future succession royale. Le 28 octobre 1869, il épouse Margaret Alice Lili de Windt qui est élevée au rang de reine consort. En cadeau de mariage, il fait construire pour elle le palais Astana (en) à Kuching. La 1re souveraine du royaume est   décrite comme étant une femme intelligente, peu sentimentale, au caractère fort qui en impose par sa seule présence.
En 1873, le couple royal se rend en Angleterre par bateau, alors unique moyen de transport. Lors de la traversée de la mer Rouge, leurs  trois premiers enfants meurent à une semaine d’intervalle. Après la naissance de trois autres fils, la relation entre les époux se détériore. Ils se séparent au début des années 1880. Elle s’installe à Londres avec les enfants , mène une vie mondaine et culturelle, rencontre les célébrités de l’époque, comme Oscar Wilde et Henry James. Pour assurer l’éducation de ses enfants, elle gage ses bijoux. Elle meurt  à Londres le 1er décembre 1936.

## Œuvres
Margaret n'est pas une musicienne professionnelle ni une écrivaine. Cela ne l'empêche pas de réaliser quelques œuvres.
Musique
- En 1872, elle compose Gone Forth Beyond the Sea, qui sera l’hymne national du Sarawak jusqu’en 1946, année de l'annexion du royaume par le Royaume-Uni[5].

Écrits
- (en) My Life in Sarawak, London, Methuen, 1913, 425 p. (lire en ligne). Consulté le 12 décembre 2023.
- (en) Impromptu , chez Edward Arnold Publisher (en), 1923.
- (en) Good Morning & Good Night, London, Constable & Robinson, 1934, 308 p., a été numérisé par l'Université du Michigan en 2006, voir page de couverture sur Google Books : . Consulté le  12 décembre 2023.

## Postérité

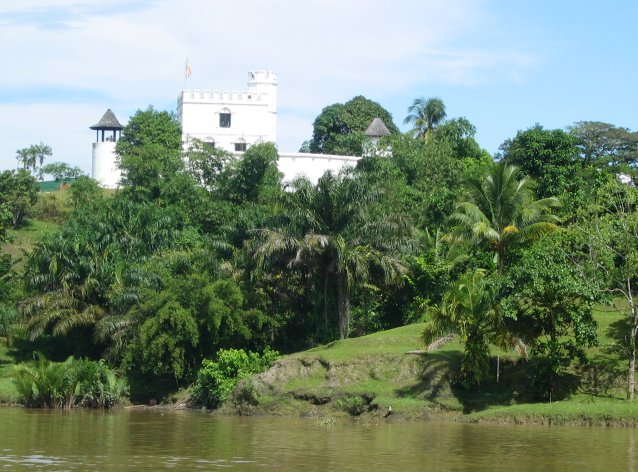
Le Fort Margherita à Kushing, construit en 1879 à la demande du 2e Rajah, en l’honneur de la reine consort Margaret

- Le  Fort Margherita (en) construit à Kuching en 1879, est ainsi dénommé en l'honneur de Margaret Brooke.
- Oscar Wilde a dédié à «Margaret, Lady Brooke, The Ranee of Sarawak », Le Jeune Roi (The Young King), un des quatre contes du recueil   Une maison de grenades (A House of Pomegrenates) , 1891.